# 中国驻塞舌尔大使馆
中华人民共和国驻塞舌尔共和国大使馆，简称中国驻塞舌尔大使馆，是中华人民共和国驻塞舌尔的外交代表机构。